# Lourquen
Lourquen település Franciaországban, Landes megyében. Lakosainak száma 188 fő (2022. január 1.). Lourquen Lahosse, Laurède, Mugron, Nousse és Poyanne községekkel határos.

## Népesség
A település népességének változása:
| Lakosok száma | 211  | 180  | 170  | 211  | 184  | 173  | 178  | 180  | 180  | 188  |
|               | 1968 | 1982 | 1990 | 2006 | 2013 | 2015 | 2017 | 2019 | 2020 | 2022 |